# Кубански пезос
Кубански пезос (шп. peso cubano) је званична валута на Куби. То је једна од две валуте Куба, друга је кубански конвертибилни пезос. Међународни код је CUP. Симбол за пезос $MN. Издаје га Централна банка Кубе. У 2009. години инфлација је износила 4,2%. Један пезос састоји се од 100 центавоса.
У оптицају су апоени од 1, 3, 5, 10, 20, 50 и 100 пезоса као и кованице од 1, 5, 20 и 50 центавоса као и од 1 и 3 долара.